# Contea di Brazos
La contea di Brazos  (in inglese Brazos County) è una contea dello Stato del Texas, negli Stati Uniti. La popolazione al censimento del 2010 era di 194 851 abitanti. Il capoluogo di contea è Bryan.
Come per Brazoria County, il nome della contea deriva dal fiume Brazos, che costituisce il suo confine occidentale. La contea è stata costituita nel 1841 e organizzata nel 1843.

## Storia
| Anno | Popolazione | ±%     |
| ---- | ----------- | ------ |
| 1850 | 614         |        |
| 1860 | 3,096       | 404.2% |
| 1870 | 9,205       | 197.3% |
| 1880 | 13,576      | 47.5%  |
| 1890 | 16,650      | 22.6%  |
| 1900 | 18,859      | 13.3%  |
| 1910 | 18,919      | 0.3%   |
| 1920 | 21,975      | 16.2%  |
| 1930 | 21,835      | −0.6%  |
| 1940 | 26,997      | 23.6%  |
| 1950 | 38,390      | 42.2%  |
| 1960 | 44,895      | 16.9%  |
| 1970 | 57,978      | 29.1%  |
| 1980 | 94,492      | 63.0%  |
| 1990 | 121,862     | 29.0%  |
| 2000 | 152,415     | 25.1%  |
| 2010 | 194,851     | 27.8%  |

Nel 1837 la maggior parte dell'area dell'attuale Brazos County era inclusa nella contea di Washington. Il fiume Brazos, che divideva le due contee, si è rivelato un serio ostacolo al governo della contea, e fu costituita una nuova contea nel mese di gennaio 2014, ovvero Navasota. La sede della contea era denominata Boonville da Mordecai Boon. Nel gennaio dell'anno successivo Navasota County venne rinominata Brazos County.

## Geografia fisica
Secondo l'Ufficio del censimento degli Stati Uniti d'America la contea ha un'area totale di 591 miglia quadrate (1530 km²), di cui 585 miglia quadrate (1520 km²) sono terra, mentre 5,8 miglia quadrate (15 km², corrispondenti al 1,0% del territorio) sono costituiti dall'acqua.

### Contee adiacenti
- Burleson County (sud-ovest)
- Grimes County (est)
- Madison County (nord-est)
- Robertson County (nord-ovest)
- Washington County (sud)

## Infrastrutture e trasporti

### Trasporti pubblici
Il Brazos Transit District gestisce un servizio di autobus di percorso fisso.

### Strade principali
- U.S. Highway 190
- State Highway 6
- State Highway 21

### Aeroporti
L'Easterwood Airport, di proprietà della Texas A & M, è l'aeroporto locale, con voli verso l'Aeroporto Internazionale di Dallas-Fort Worth e l'Aeroporto Intercontinentale di Houston-George Bush